# Viadotto Italia
Il viadotto Italia è un ponte in acciaio in lastra ortotropa ubicato nei comuni italiani di Laino Borgo e Laino Castello, in provincia di Cosenza (Calabria).
Tra le maggiori opere del suo genere a livello nazionale e continentale, esso sovrappassa la gola del fiume Lao ed è parte del tracciato dell'autostrada A2 del Mediterraneo, la Salerno-Reggio Calabria.

## Progetto, costruzione e caratteristiche

Plastico di studio del Viadotto Italia creato dallo Studio De Miranda Associati nel 1964.

Il progetto preliminare del ponte fu redatto dagli ingegneri Fabrizio de Miranda, Carlo Cestelli Guidi e Carmelo Pellegrino Gallo, vincitori di un concorso nazionale indetto allo scopo nel 1964.
Da tale studio venne elaborato il progetto esecutivo, eseguito dagli ingegneri Enzo Bedeschi e Lucio Casciati dell'impresa Ing. Lodigiani (poi confluita in Salini Impregilo), con la consulenza dell'ing. Riccardo Morandi di Roma, dell'impresa Antonio Badoni di Lecco, dello Studio Geotecnico Italiano e della ditta Ing. Giovanni Rodio di Milano.
La costruzione ebbe inizio nel mese di ottobre 1966 e terminò a novembre 1969; i lavori furono appaltati dall'Anas alla ditta Lodigiani per le parti murarie e alla ditta Badoni per la travata metallica.

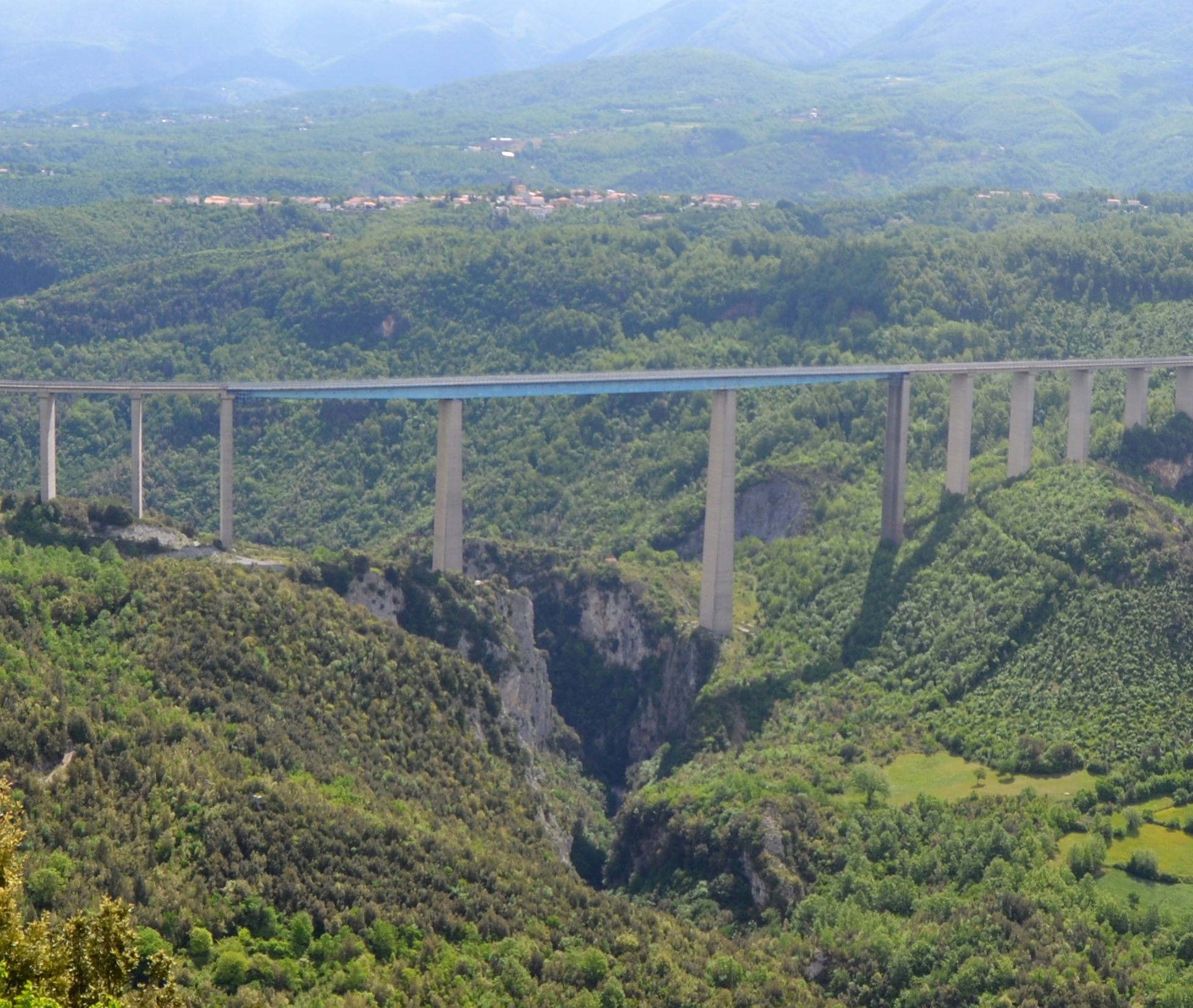
Viadotto Italia visto dall'alto prima dei lavori di ammodernamento

Ne risultò un viadotto lungo 1.161,4 m, poggiato su 19 campate (delle quali 16 con impalcati in calcestruzzo armato precompresso, a doppia corsia con carreggiate di marcia indipendenti e 3 "a grande luce" con un unico impalcato metallico per entrambe le carreggiate). Le 18 pile di supporto a entrambe le carreggiate erano a stilata singola, in calcestruzzo armato a struttura scatolare con setto verticale d'irrigidimento; per le pile più alte fu prevista la cerchiatura interna con ringrossi della sezione in cemento armato. I 16 impalcati in calcestruzzo precompresso erano composti da 4 travi con forma a "I", lunghe 42,6 m, con bulbo superiore ad ala larga 130 cm e bulbo inferiore largo 80 cm; le travi furono prefabbricate sul sito del cantiere e posate con l'ausilio di un carro di varo. Gli impalcati in cemento precompresso, coprenti luci da 48,4 a 43,6 m, furono previsti con entrambi gli appoggi di tipo "fisso".
Per il fissaggio delle travi al pulvino furono previsti due spinotti d'acciaio Fe 52, ad interasse 400 mm per ciascun appoggio delle quattro travi; gli spinotti furono previsti inghisati nella testata della trave, in un tubo in ferro dal diametro di 120 mm. L'agio degli spinotti nel foro d'alloggiamento nel pulvino (diametro 120 mm) fu previsto variabile in funzione della posizione dell'impalcato, così da garantire sia la continuità meccanica per la catena cinematica tra le spalle nord e sud, sia per la compensazione delle deformazioni degli impalcati conseguenti all'escursione termica nell'alternanza caldo-freddo (che diventavano rilevanti soprattutto su quelli in ferro). L'agio degli spinotti fu dunque previsto pari a 70 mm sulle pile più vicine alla campata metallica (le numero 5, 6, 7, 10 e 11, ove furono quindi utilizzati spinotti di diametro 50 mm), a 55 mm nelle pile numero 3 e 4, a 50 mm nelle pile 2, 3, 12 e 13, a 45 mm nella spalla A e nelle pile 1, 14, 15 e 16 a 35 mm nelle spalle B e B' e nelle pile 17, 17' e 18. Lo scorrimento della piastra d'appoggio in ferro della trave sulla piastra d'appoggio in ferro del pulvino fu agevolato mediante interposizione d'un cuscinetto di neoprene alto 15 mm. Per il completamento del piano di via su una luce maggiore della lunghezza delle travi ed anche per raccordare sopra il pulvino gli impalcati nei tratti in curva, furono previsti "monaci" con soletta strutturale in cemento armato da 20 cm su uno o due muri trasversali sul pulvino. Il pulvino fu previsto scatolare con reticolo di travi cementizie d'appoggio per ciascuna trave dell'impalcato ed appoggio a sbalzo della trave esterna dell'impalcato.
La pila più alta, la numero 9 (numerazione originaria che fu modificata in seguito ai lavori d'ammodernamento 2015-2016 per la riduzione del numero di pile), si sviluppa per 155,3 m dal piano di fondazione. Per le pile non furono previsti pali di fondazione salvo che per le numero 17, 17' e 18 (vecchia numerazione) poiché queste, in fase di costruzione, risultarono insistenti su terreni non idonei a sopportarne il carico da fondazione diretta. Il funzionamento delle fondazioni delle altre pile, salvo che per quelle a sostegno degli impalcati in ferro "grande luce", il cui appoggio fu vincolato e consolidato con bullonatura agli affioramenti di roccia, fu previsto tipo a "cassone" ovvero con orizzontale conferita dal rincalzo di terra su fondazione e su parte di stilata.
L'impalcato in ferro ha una lunghezza complessiva di 425 m e larghezza 21,60 m, appoggia su 4 pile a coprire luci rispettivamente di 125 m, 175 m e 125 m. Questo impalcato ha struttura scatolare realizzata con lamiera d'acciaio irrigidita da nervature ("lastra ortotropa"). La distanza massima del piano di via a fondo valle (l'incisione del fiume Lao) è pari a circa 260 m. 
Il viadotto Italia tutt'oggi detiene il primato di viadotto più alto d'Italia. Ha detenuto il primato di ponte più alto d'Europa sino all'anno 2004 quando fu superato dal viadotto strallato di Millau le cui pile raggiungono i 343 m di altezza dal piano di campagna, con piano autostradale a 245 m., posizionandosi poi a sua volta come secondo ponte più alto d'Europa.

## Tavole dal progetto originario
La documentazione del progetto originario conserva un elevato valore tecnico, una rara originalità costruttiva e un fondamentale valore storico per i moderni specialisti di ponti. Nel seguito sono riportate alcune delle tavole più significative.
1. v ITALIA (00) highway project longitudinal section 1965 08 21
2. v ITALIA (0) construction firm letter to owner 1966 07 25
3. v ITALIA (1) bridge perspective 1966 06
4. https://issuu.com/home/docs/vitalia__l__deck_resistance_computa/edit/links[collegamento interrotto]
5. v ITALIA (2a) bridge view 1966 07 25
6. v ITALIA (3) bridge spans layout 1966 06
7. v ITALIA (4a) pylon foundation layout 1966 07 25
8. v ITALIA (5a) bridge spans layout 1966 07 05
9. v ITALIA (6a) bridge longitudinal section 1966 07 25
10. v ITALIA (7a) pylon 1 2 3 4 5 6 geometry cross sections 1966 06
11. https://issuu.com/home/docs/vitalia__8a__pylon_7-8-9-10_cross_s/edit/links[collegamento interrotto]
12. https://issuu.com/home/docs/vitalia__9a__pylon_11-12-13-14-15-1/edit/links[collegamento interrotto]
13. https://issuu.com/home/docs/vitalia__10a__pylon_18_cross_sectio/edit/links[collegamento interrotto]
14. https://issuu.com/home/docs/vitalia__11a__deck_geometry_1966-07/edit/links[collegamento interrotto]
15. https://issuu.com/home/docs/vitalia__12__deck_re-bars_1966-06/edit/links[collegamento interrotto]
16. https://issuu.com/home/docs/vitalia__13__deck_tensioning_1966-0/edit/links[collegamento interrotto]
17. https://issuu.com/home/docs/vitalia__13-14_x1__deck19s-girder1_/edit/links[collegamento interrotto]
18. https://issuu.com/home/docs/vitalia__13-14_x2__deck19s-girder2_/edit/links[collegamento interrotto]
19. https://issuu.com/home/docs/vitalia__13-14_x3__deck19s-girders1/edit/links[collegamento interrotto]
20. https://issuu.com/home/docs/vitalia__13-14_x4__deck19s-girder3_/edit/links[collegamento interrotto]
21. https://issuu.com/home/docs/vitalia__14__deck_cross_girder_re-b/edit/links[collegamento interrotto]
22. https://issuu.com/home/docs/vitalia__15__steel_deck_geometry__1/edit/links[collegamento interrotto]
23. https://issuu.com/home/docs/vitalia__26__pylon_1-2-3-15-16_geom/edit/links[collegamento interrotto]
24. https://issuu.com/home/docs/vitalia__27__pylon_4-5-6-13-14_geom/edit/links[collegamento interrotto]
25. https://issuu.com/home/docs/vitalia__28a__pylon_17-18_geometry__67ea50610c23f3/edit/links[collegamento interrotto]
26. https://issuu.com/home/docs/vitalia__28a__pylon_17-18_geometry_/edit/links[collegamento interrotto]
27. https://issuu.com/home/docs/vitalia__29__pylon_and_foundation_1/edit/links[collegamento interrotto]
28. https://issuu.com/home/docs/vitalia__30__pylon_7-10_geometry___/edit/links[collegamento interrotto]
29. https://issuu.com/home/docs/vitalia__31__pylon_8-9_geometry___r/edit/links[collegamento interrotto]
30. https://issuu.com/home/docs/vitalia__32__spans_bearings_1966-06/edit/links[collegamento interrotto]
31. https://issuu.com/home/docs/vitalia__32a__spans_bearings_upgrad/edit/links[collegamento interrotto]
32. https://issuu.com/home/docs/vitalia__33__steel_girder_assembly_/edit/links[collegamento interrotto]
33. https://issuu.com/home/docs/vitalia__b__geology_report_1966-06/edit/links[collegamento interrotto]
34. https://issuu.com/home/docs/vitalia__d__deck_resistance_computa/edit/links[collegamento interrotto]
35. https://issuu.com/home/docs/vitalia__d1__deck_bending_stresses_/edit/links[collegamento interrotto]
36. https://issuu.com/home/docs/vitalia__e__pylon_8-9_stresses_repo/edit/links[collegamento interrotto]
37. https://issuu.com/home/docs/vitalia__e__pylon_9_bending_stresse/edit/links[collegamento interrotto]
38. https://issuu.com/home/docs/vitalia__e1__pylon_8-9_bending_stre/edit/links[collegamento interrotto]
39. https://issuu.com/home/docs/vitalia__e...5-6__pylon_8-9_reinfor/edit/links[collegamento interrotto]
40. https://issuu.com/home/docs/vitalia__f__pylon_aside_computation/edit/links[collegamento interrotto]
41. https://issuu.com/home/docs/vitalia__g__abutments_and_walls_com/edit/links[collegamento interrotto]
42. https://issuu.com/home/docs/vitalia__g1__abutment_sa_graphical_/edit/links[collegamento interrotto]
43. https://issuu.com/home/docs/vitalia__m3__pylon_7_poles_computat/edit/links[collegamento interrotto]
44. https://issuu.com/home/docs/vitalia__m6__pylon_4-5-6_cap_re-bar/edit/links[collegamento interrotto]
45. https://issuu.com/home/docs/vitalia__m7__pylon_1-2-3_cap_re-bar/edit/links[collegamento interrotto]
46. https://issuu.com/home/docs/vitalia__m8__pylon_cap_computation_/edit/links[collegamento interrotto]
47. https://issuu.com/home/docs/vitalia__m16a__geology_layout_found/edit/links[collegamento interrotto]
48. https://issuu.com/home/docs/vitalia__m23__pylon_11-12_cap_re-ba/edit/links[collegamento interrotto]
49. https://issuu.com/home/docs/vitalia__m25__pylon_10_cap_re-bars_/edit/links[collegamento interrotto]
50. https://issuu.com/home/docs/vitalia__m29__pylon_13_cap_re-bars_/edit/links[collegamento interrotto]
51. https://issuu.com/home/docs/vitalia__m32__pylon_17-18_foundatio/edit/links[collegamento interrotto]
52. https://issuu.com/home/docs/vitalia__m_old__abutments_type_comp/edit/links[collegamento interrotto]
53. v ITALIA (m40) abutment rc re bars 1967 12 01
54. v ITALIA (m43) pylon 17 18 cap re bars 1968 01 31
55. v ITALIA (m45) pylon 14 cap re bars 1968 01 31
56. v ITALIA (m48) abutment sa re bars 1966 06
57. v ITALIA (m49) abutment sa computation 1967 12 01
58. v ITALIA (m541) abutment sa reinforcements
59. v ITALIA geoseismic survey (1) old
60. v ITALIA geoseismic survey (4) old
61. v ITALIA geoseismic survey (5) old
62. v ITALIA geoseismic survey (6) old
63. v ITALIA geoseismic survey (7) old
64. v ITALIA geoseismic survey pylon 8 10 30m old
65. v ITALIA geoseismic survey (report pylons 8,9) old
66. v ITALIA geoseismic survey (report) old
67. v ITALIA geoseismic survey pylon 8 40 50m old
68. v ITALIA geoseismic survey pylon 9 10 30m old
69. v ITALIA consolidation (1) 1976 04 14
70. v ITALIA consolidation (2) 1976 04 14
71. v ITALIA consolidation (7) 1976 04 14

## Lavori d'ammodernamento ed adeguamento (2014-2017)

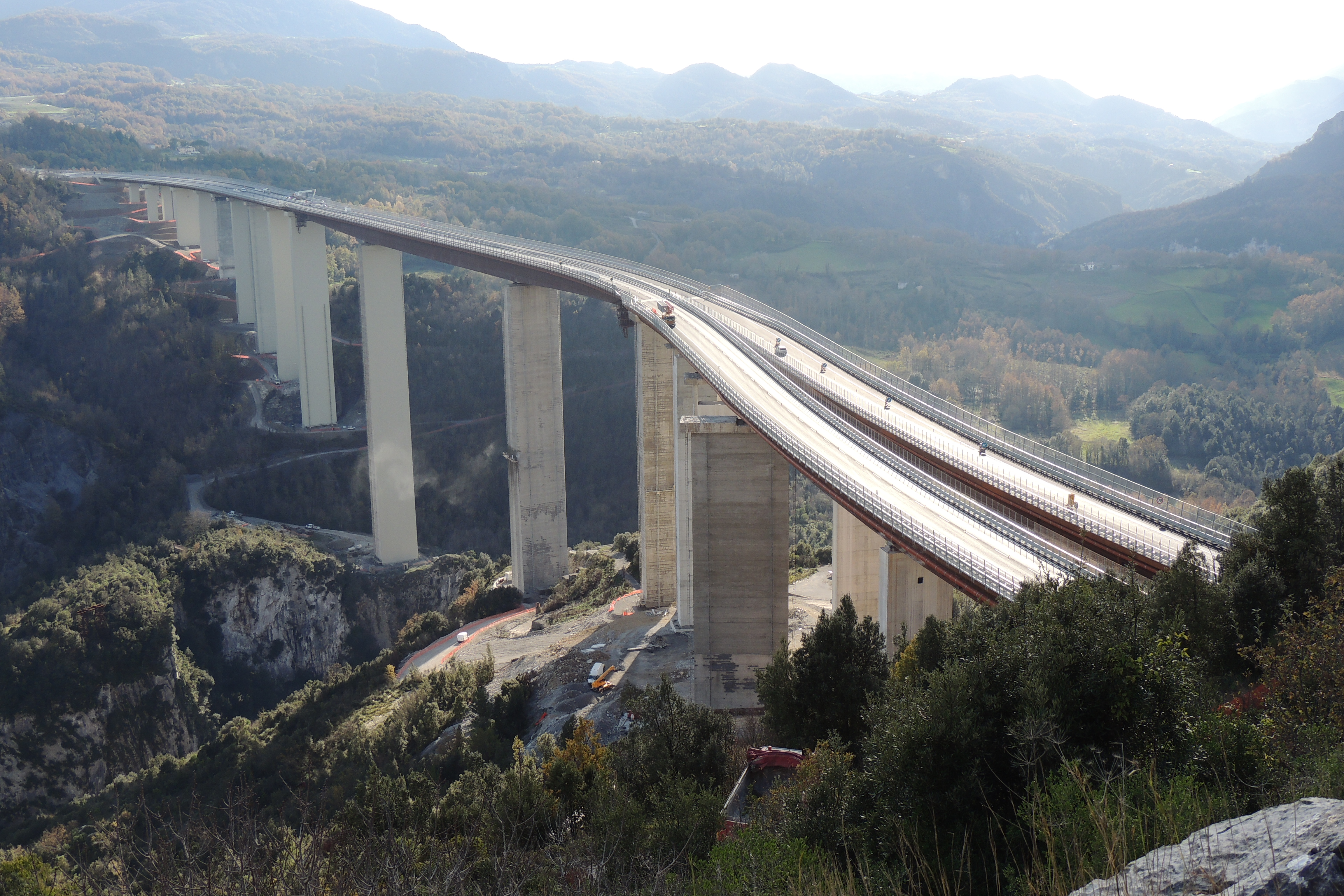
Viadotto in occasione dei lavori

Nell'ambito di un vasto programma d'ammodernamento ed adeguamento dell'autostrada Salerno - Reggio Calabria al tipo 1/A della norma CNR 80, l'Anas S.p.A., con pubblicazione sulla Gazzetta Ufficiale della Repubblica Italiana - V Serie Speciale, n. 92 del 08/08/2007, emanò un bando di gara per la progettazione esecutiva e l'esecuzione dei lavori tra gli ex km 153,400 ed il km 173,900. La gara fu aggiudicata al raggruppamento temporaneo d'imprese costituito C.M.B. (Società Cooperativa Muratori e Braccianti di Carpi) e la Ghella S.p.A.
Per il viadotto Italia fu prevista la rettifica del tracciato, la sostituzione della sovrastruttura in c.a.p. con una in acciaio Corten, il risanamento dell'originale impalcato metallico, la demolizione di alcune pile ed il risanamento mediante idroscarifica e ricostruzione delle pareti esterne in calcestruzzo di quelle pile lasciate in servizio a sostegno della nuova sovrastruttura in Corten (progetto dello Studio Matildi di Ingegneria Strutturale).
Per preservare l'integrità del viadotto la pila centrale è stata ammodernata senza corsia di emergenza.
Il 26 luglio 2016, alla presenza del Presidente del Consiglio Matteo Renzi, il viadotto ammodernato fu riaperto al traffico in entrambe le direzioni.

## Incidente mortale durante i lavori d'ammodernamento della sovrastruttura (2015)
Il 2 marzo 2015, con la carreggiata Sud fuori servizio per l'avvio dei lavori di demolizione dei "monaci" e dei pulvini e di preparazione per le successive demolizioni degli impalcati in c.a.p. con esplosivi, col traffico autostradale dei sensi di marcia Nord e Sud convogliati sulla sola carreggiata Nord, si ebbe lo slittamento dell'impalcato 13 Sud, risultato successivamente privo di fissaggi su entrambi gli appoggi, con perdita dell'appoggio sulla pila 12 e il crollo. L'operaio Adrian Ionel Miholca della società Nitrex S.r.L, che lavorava su quell'impalcato, fu trascinato nel crollo, e precipitò nel vuoto morendo sul colpo per l'impatto dopo ottanta metri di caduta.
Per il violento impatto di punta sulla roccia sottostante, l'impalcato si frantumò per circa metà della sua lunghezza. La parte residua, ruotando, andò a battere sulla pila 13 provocando la rottura della parete Nord per 8 dei 17 m dello sviluppo totale. La Procura della Repubblica di Castrovillari decise la precauzionale chiusura dell'autostrada tra gli svincoli di Laino Borgo e Mormanno (CS). Per prevenire il rischio di slittamento di altri impalcati che avrebbero potuto essere costruiti privi di fissaggio sugli appoggi come per crollato, per tutti fu previsto un fissaggio esterno con robusti cunei d'acciaio, uno per ciascuna trave e per ciascuno dei due appoggi. Il 22 maggio 2015 furono autorizzate le attività di rimozione delle macerie dell'impalcato 13 Sud crollato. Il 24 luglio 2015, completati i lavori di riparazione della parete nord della pila 13 e di fissaggio esterno delle travi ai pulvini con i cunei d'acciaio, la carreggiata Nord fu riaperta al traffico nei due sensi di marcia.
I lavori di demolizione della sovrastruttura con esplosivi e con frantumatori idraulici furono condotti contemporaneamente e quindi successivamente a quelli di ricostruzione, sino al loro completamento con l'abbattimento di pile ed impalcati restati fuori tracciato e delle pile 5 e 6, sottostanti la nuova sovrastruttura, nel dicembre 2016.